# Raio anódico
Os raios anódicos ou raios canais foram produzidos em experimentos feitos por um cientista alemão, Eugen Goldstein, em 1886. Goldstein utilizou um tubo de descarga de gás com cátodos perfurados. Um "raio" foi produzido nos buracos do cátodo (canais) e viajaram em um sentido oposto ao "raio catódico". Goldstein chamou esses raios de "Kanalstrahlen" - raios canal. Em 1907 um estudo de como esse "raio" era defletido em um campo magnético, revelaram que as partículas que compunham o raio eram de massa variável. A mais leve, fomada quando havia um pouco de hidrogênio no tubo, foi calculado ter 1837 vezes a massa de um elétron.